# Dysponetus hebes
Dysponetus hebes är en ringmaskart som först beskrevs av Webster och Benedict 1887.  Dysponetus hebes ingår i släktet Dysponetus och familjen Chrysopetalidae. Inga underarter finns listade i Catalogue of Life.